# جولین بایل
جولین بایل (انگلیسی: Julien Bailleul; ۱۵ فوریهٔ ۱۹۸۸ – ۷ اکتبر ۲۰۱۱) بازیکن فوتبال اهل فرانسه بود.
از باشگاه‌هایی که در آن بازی کرده‌است می‌توان به باشگاه فوتبال لوکرن اوست والاندرن و باشگاه فوتبال سدان اشاره کرد.